# Chantal Bournissen
Chantal Bournissen (* 6. April 1967 in Arolla) ist eine ehemalige Schweizer Skirennfahrerin. Sie war auf die Disziplinen Abfahrt und Super-G spezialisiert. 1991 wurde sie Weltmeisterin in der Kombination. Sie gewann im Skiweltcup sieben Rennen und entschied in der Saison 1990/91 die Abfahrts-Disziplinenwertung für sich.

## Biografie
Bournissen, die aus dem Val d’Hérens im Kanton Wallis stammt, kam am Anfang ihrer Sportkarriere in FIS-Rennen und im Europacup zum Einsatz. Bei den Juniorenweltmeisterschaften 1984 in Sugarloaf gewann sie die Bronzemedaille in der Kombination. In der Europacupsaison 1984/85 belegte sie den zweiten Platz in der Abfahrtswertung. Eine Steigerung folgte in der Europacupsaison 1985/86 mit dem Gewinn der Abfahrtswertung. Zwei weitere Bronzemedaillen kamen bei den Juniorenweltmeisterschaften 1985 in Jasná hinzu, in der Abfahrt und im Slalom.
Ihr Debüt im Weltcup hatte Bournissen am 12. Dezember 1986 mit Platz 31 in der Abfahrt von Val-d’Isère. Die ersten Weltcuppunkte holte sie am 4. Dezember 1987 am selben Ort als Zehnte der Abfahrt. Einen Tag später sorgte sie für eine Überraschung, als sie mit der hohen Startnummer 36 völlig unerwartet und die besseren Verhältnisse nützend die zweite Abfahrt gewann (Quelle: „Salzburger Nachrichten“ vom 7. Dezember 1987, Seite 13; Überschrift: "Großen" die Schau gestohlen). Während der Saison 1987/88 klassierte sie sich drei weitere Male unter den besten 15, bei den Olympischen Winterspielen 1988 wurde sie Elfte in der Abfahrt. Das beste Ergebnis im Winter 1988/89 war ein dritter Platz, im Winter 1989/90 ein vierter Platz.
Die erfolgreichste Weltcupsaison hatte Bournissen im Winter 1990/91. Sie gewann einen Super-G und zwei Abfahrten, hinzu kamen fünf weitere Abfahrtspodestplätze. Damit entschied sie vor den Österreicherinnen Sabine Ginther und Petra Kronberger die Abfahrts-Disziplinenwertung für sich, in der Gesamtwertung belegte sie den vierten Platz. Den grössten Erfolg ihrer Karriere konnte sie bei den Weltmeisterschaften 1991 in Saalbach-Hinterglemm feiern, als sie Weltmeisterin in der Kombination wurde.
In der Saison 1991/92 gewann sie eine Weltcupabfahrt, ausserdem war sie einmal Dritte. Bei den Olympischen Winterspielen 1992 verpasste sie als Vierte der Kombination knapp eine Medaille, in der Abfahrt und im Super-G schied sie jeweils aus. Zwei weitere Weltcupabfahrten konnte Bournissen in der Saison 1992/93 gewinnen. Dann jedoch sank ihr Leistungsniveau beträchtlich. In der Saison 1993/94 kam Bournissen nicht über einen zehnten Platz hinaus und verpasste die Qualifikation für die Olympischen Spiele. Nach einer weiteren durchzogenen Saison mit einem siebten Platz als bestes Ergebnis trat sie im März 1995 vom Spitzensport zurück.

## Erfolge

### Olympische Spiele
- Calgary 1988: 11. Abfahrt
- Albertville 1992: 4. Kombination

### Weltmeisterschaften
- Saalbach-Hinterglemm 1991: 1. Kombination, 4. Abfahrt, 5. Super-G

### Weltcupwertungen
Chantal Bournissen gewann einmal die Disziplinenwertung in der Abfahrt.
| Saison  | Gesamt | Gesamt | Abfahrt | Abfahrt | Super-G | Super-G | Slalom | Slalom | Kombination | Kombination |
| Saison  | Platz  | Punkte | Platz   | Punkte  | Platz   | Punkte  | Platz  | Punkte | Platz       | Punkte      |
| ------- | ------ | ------ | ------- | ------- | ------- | ------- | ------ | ------ | ----------- | ----------- |
| 1987/88 | 34.    | 36     | 13.     | 36      | –       | –       | –      | –      | –           | –           |
| 1988/89 | 23.    | 55     | 6.      | 55      | –       | –       | –      | –      | –           | –           |
| 1989/90 | 42.    | 33     | 24.     | 7       | –       | –       | 33.    | 3      | 5.          | 23          |
| 1990/91 | 4.     | 181    | 1.      | 140     | 6.      | 30      | –      | –      | 10.         | 11          |
| 1991/92 | 18.    | 411    | 6.      | 268     | 20.     | 96      | –      | –      | 10.         | 47          |
| 1992/93 | 18.    | 362    | 9.      | 258     | 19.     | 60      | 57.    | 8      | 10.         | 36          |
| 1993/94 | 93.    | 26     | 42.     | 26      | –       | –       | –      | –      | –           | –           |
| 1994/95 | 46.    | 142    | 16.     | 142     | –       | –       | –      | –      | –           | –           |

### Weltcupsiege
Bournissen gewann sieben Weltcuprennen (6× Abfahrt, 1× Super-G), hinzu kommen drei zweite und vier dritte Plätze.
| Datum             | Ort                    | Land        | Disziplin |
| ----------------- | ---------------------- | ----------- | --------- |
| 5. Dezember 1987  | Val-d’Isère            | Frankreich  | Abfahrt   |
| 16. Dezember 1990 | Hasliberg              | Schweiz     | Super-G   |
| 8. Februar 1991   | Garmisch-Partenkirchen | Deutschland | Abfahrt   |
| 16. März 1991     | Vail                   | USA         | Abfahrt   |
| 14. Dezember 1991 | Santa Caterina         | Italien     | Abfahrt   |
| 19. Dezember 1992 | Lake Louise            | Kanada      | Abfahrt   |
| 22. Januar 1993   | Haus im Ennstal        | Österreich  | Abfahrt   |

### Junioren-Weltmeisterschaften
- Sugarloaf 1984: 3. Kombination
- Jasná 1985: 3. Abfahrt, 3. Slalom

### Europacup
- Saison 1984/85: 3. Gesamtwertung, 2. Abfahrtswertung
- Saison 1985/86: 6. Gesamtwertung, 1. Abfahrtswertung

## Quelle
- Internationales Sportarchiv, Ausgabe 24/1991 (Munzinger-Archiv)